# Barbeya oleoides
Espèce
Statut de conservation UICN

 LC  : Préoccupation mineure
Barbeya oleoides est une espèce de plante à fleur de la famille des Barbeyaceae.
Barbeya est le seul genre de cette famille qui ne compte qu'une seule espèce. C'est un petit arbre originaire des montagnes de Somalie, d'Éthiopie et de la Péninsule arabique. On le trouve localement abondant dans la zone de transition entre les forêts sèches et sempervirentes Afromontane et les brousses sempervirentes de basse altitude.

## Description
Barbeya oleoides a des feuilles opposées, oblongues-lancéolées, simples, à marge entière. Les plantes sont dioïques, avec des fleurs mâles et femelles sur des arbres séparés.
La famille des Barbeyaceae est étroitement liée à son associée écologique de la Corne de l'Afrique, la famille des Dirachmaceae. Les preuves au niveau moléculaire l'ont démontré malgré des différences morphologiques évidentes entre les deux familles, comme les Barbeya ayant de petites fleurs sans pétales, tandis que les fleurs des Dirachmaceae se caractérisent par leur bisexualité , et leurs pétales relativement grands (et leur taille en général).

## Répartition
Ce taxon se rencontre dans les pays suivants : Arabie saoudite, Somalie, Yémen, Érythrée, Éthiopie.

## Systématique
Le nom correct complet (avec auteur) de ce taxon est Barbeya oleoides Schweinf. ex Penzig.
Barbeya oleoides a pour synonyme :
- Barbeya oleoides subsp. arussorum Chiov.